# Paulus Alajos
Paulus Alajos (Újpest, 1925. december 2. – 2011. május 12.) Balázs Béla-díjas (2000) magyar filmrendező, forgatókönyvíró.

## Életpályája
1945-1949 között a Pázmány Péter Tudományegyetem Jogtudományi Karának hallgatója volt. 1945-1948 között a Magyarországi Szociáldemokrata Párt ifjúsági szervezetében dolgozott, de 1948-ban kizárták. 1956-ban az Orion-gyár munkástanácsának titkára volt. 1957-ben letartóztatták. 1957-1959 között a Budapesti Filmstúdió világosítójaként dolgozott. 1959-től volt forgatókönyvíró, majd dokumentumfilm-rendező; az 1970-es évek elejétől rendező is.

## Családja
Szülei: Paulus Alajos (1895-1974) és Lőrincz Mária voltak. Nagyszülei: Paulus Alajos és Stölzel Mária voltak.

## Filmjei
- Mezőhéki fáklyaláng I.-V. (1972-1998)
- Kiskarácsony (1973)
- Rendezni végre közös dolgainkat (1983, 1992)
- Hazai kikötő (1984)
- Erőviszonyok (1985)
- A víz évtizede (1986)
- Hol a madár se jár... (1986)
- Új város születik (1987)
- Családfotó (1987)
- Útvesztő (1987)
- Béke veled... (1989)
- Félrevert harangok (1990)
- Visszatérés (1991)
- Van egy álmom (1992)
- Fény-képek Istenről (1993)
- Európai vizeken (1993)
- Számvetés (1995)
- Pusztaszer üzenete (1996)
- Szent Kristóf példájára (1997)
- A Krisztus-hídnál Esztergomban (1998)
- Karesz végakarata (2000)
- Szedjétek össze a romokat... (2001)
- Átkelés a Nyugati-átjárón (2003)
- Megérett az idő... (2004)
- Tanulmányút a Tiszán és a Majnán (2005)

## Művei
- "Málló rögök közt szilárd sziklák". Viszontlátásra, Árnika... Regényes történet, kordokumentumok tükrében; Kairosz, Bp., 2007
- A magyar falu, Mezőhék küzdelme a megmaradásáért. 1972-2006; Püski, Bp., 2007
- Vagyunk új Táncsicsok. A magyar falu, Mezőhék küzdelme a megmaradásért, 1972-2008. II. rész; Püski, Bp., 2008
- Vagyunk új Táncsicsok. A magyar falu, Mezőhék küzdelme a megmaradásért, 1972-2008. I-II. rész; 2. bőv. kiad.; Püski, Bp., 2008
- Viszontlátásra, Árnika!; Kairosz, Bp., 2008